# Unus pro omnibus, omnes pro uno

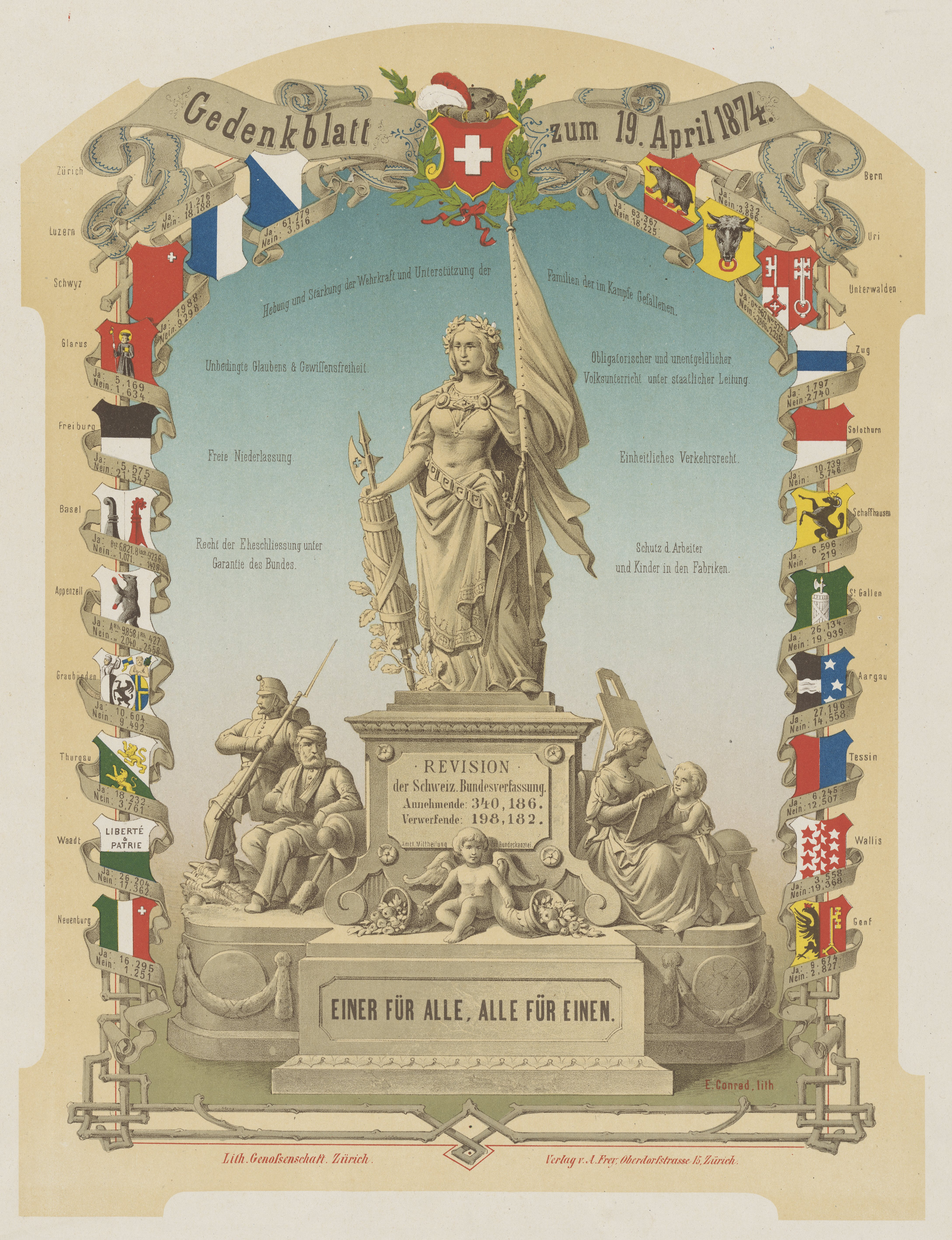
El lema, en una ficha conmemorativa de la Constitución Federal de Suiza.

Unus pro omnibus, omnes pro uno es una frase en latín que significa uno para todos, todos para uno en español. Se conoce, no oficialmente, como el lema nacional de Suiza.

## Lema no oficial de Suiza
Suiza no tiene un lema definido en su constitución o en sus documentos legales. La frase, en sus versiones alemana ("Einer für alle, alle für einen"), francesa ("un pour tous, tous pour un"), e italiana ("Uno per tutti, tutti per uno"), se popularizó durante el siglo XIX, cuando tras las lluvias de otoño de 1868 en los Alpes, las autoridades lanzaron una campaña de ayuda bajo ese lema, usándolo a propósito para evocar un sentido de unidad nacional en la población del joven país (Suiza era una república federal desde hacía sólo veinte años antes y la última guerra civil en Suiza había sido en el año 1847). Se imprimió el lema en los periódicos de todo el país para usarlo como propaganda. La frase se asoció cada vez más con las historias de la fundación de Suiza, que también tienen en la solidaridad un tema central, al punto que el lema se escribió en el Palacio Federal en 1902. Desde esa época, se considera como el lema del país. Políticos de todas regiones y todos los partidos políticos lo reconocen como el lema nacional de Suiza.

## Otros usos
- La frase ha sido usada por varios studentenverbindung en Europa.

- Fue usada en el libro Los tres mosqueteros, escrito por Alejandro Dumas en 1844.

- La frase en latín es el lema de la ciudad ficticia de "Seahaven" en The Truman Show y está grabada en los arcos de la ciudad. Se la ve con claridad en la escena en la que Truman se reencuentra con su padre y es subido violentamente a un bus.

- Es el lema de la 3ª Compañía de Bomberos de Valparaíso, Chile, fundada el 13 de octubre de 1854 en el Barrio del Almendral.

- En el anime Boku no Hero Academia, la habilidad del protagonista es llamada "One for all" mientras que el nombre de un enemigo es "All for one"

- En la película El acorazado Potemkin, es la divisa que proclama el pueblo indignado ante el asesinato de un marinero por un oficial.